# Diatomita

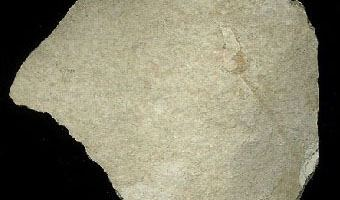
Un ejemplo de tierra de diatomeas

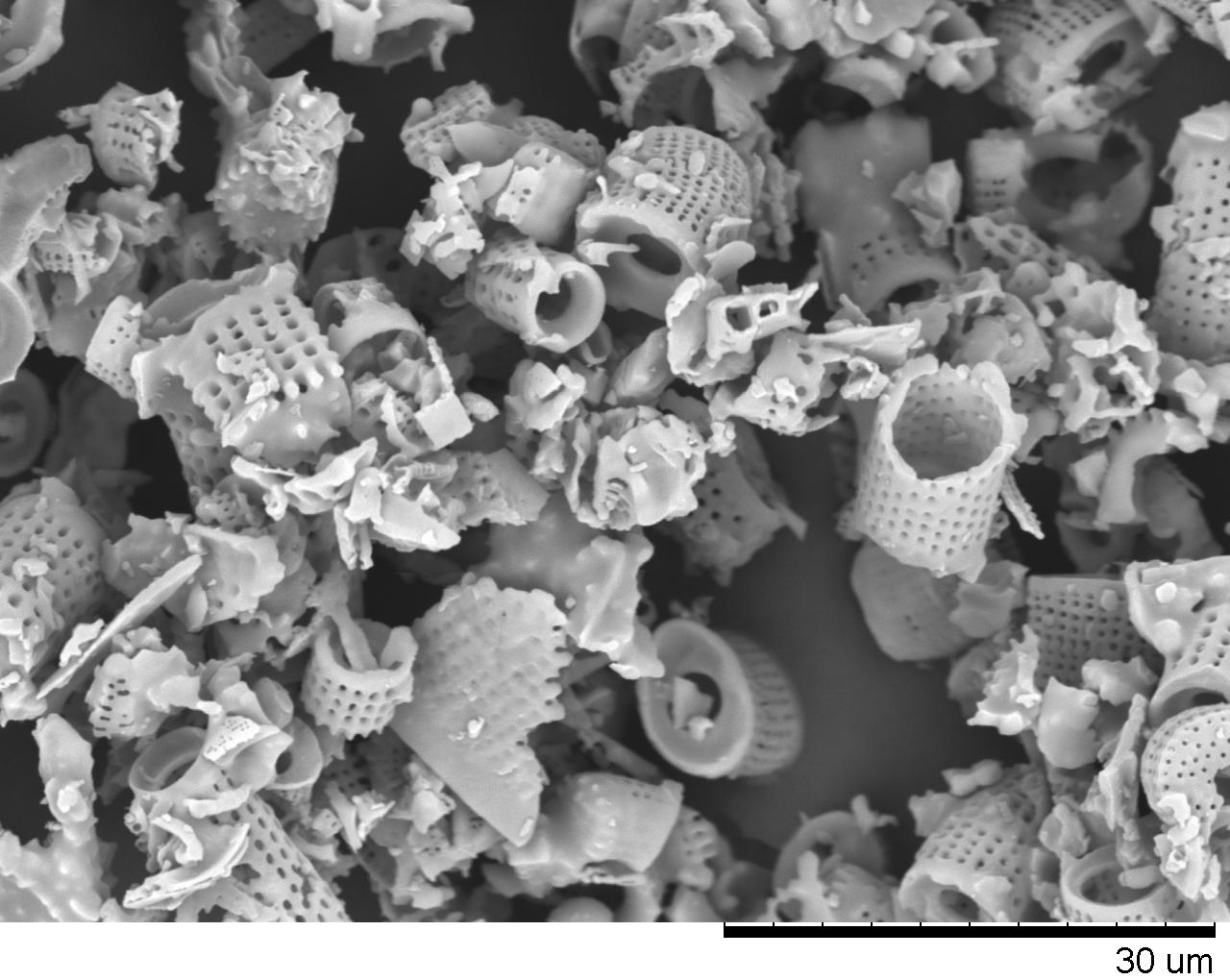
Imagen al microscopio electrónico de barrido de una diatomita

La diatomita o tierra de diatomeas (también conocida como DE, TSS, diahydro, kieselguhr, kieselgur) es una roca sedimentaria silícea, formada por microfósiles de diatomeas, que son algas acuáticas unicelulares que secretan un esqueleto silíceo llamado frústula.

## Usos
Este material sirve de medio de filtración; su granulometría es ideal para la filtración del agua.[cita requerida]
También se utilizan para las filtraciones en química y en la fabricación de la cerveza donde se ha descubierto que desprenden plomo, arsénico y cianuro en cantidades no peligrosas pero justo en el límite de lo legal. 
Se les utilizó, también, para estabilizar la nitroglicerina, y formar con ella la dinamita.[cita requerida]
Otras aplicaciones, como agente abrasivo, incluyen: el pulido de metales, en los dentífricos y en cremas exfoliantes.[cita requerida]
Sirve también como pesticida natural no venenoso, sobre todo en la agricultura biológica: la ingestión de partículas de sílice causa lesiones en el tubo digestivo; la fijación sobre el cuerpo de los insectos les causa también lesiones que implican su muerte, por deshidratación.

## Purificación de ADN
La diatomita puede ser utilizado para la retirada del ADN en presencia del agente caotrópico altamente concentrado tal como el ioduro de sodio, clorhidrato de guanidina y tiocianato de guanidina. Como otros silicatos, las diatomitas deshacen la doble hélice de ADN, pero no el ARN o las proteínas. El ADN se puede extraer de la diatomita usando almacenadores intermediarios de fuerza iónica baja, incluyendo el agua, en pH neutro a levemente alcalino. La diatomita en bruto de un tamaño uniforme se debe primero lavar en un ácido caliente tal como HCl 5M. La calcinación puede mejorar en gran medida la consistencia del material, mientras que el tratamiento con un cáustico suave puede mejorar la adsorción con los niveles inferiores de caótrofos.

## Geología

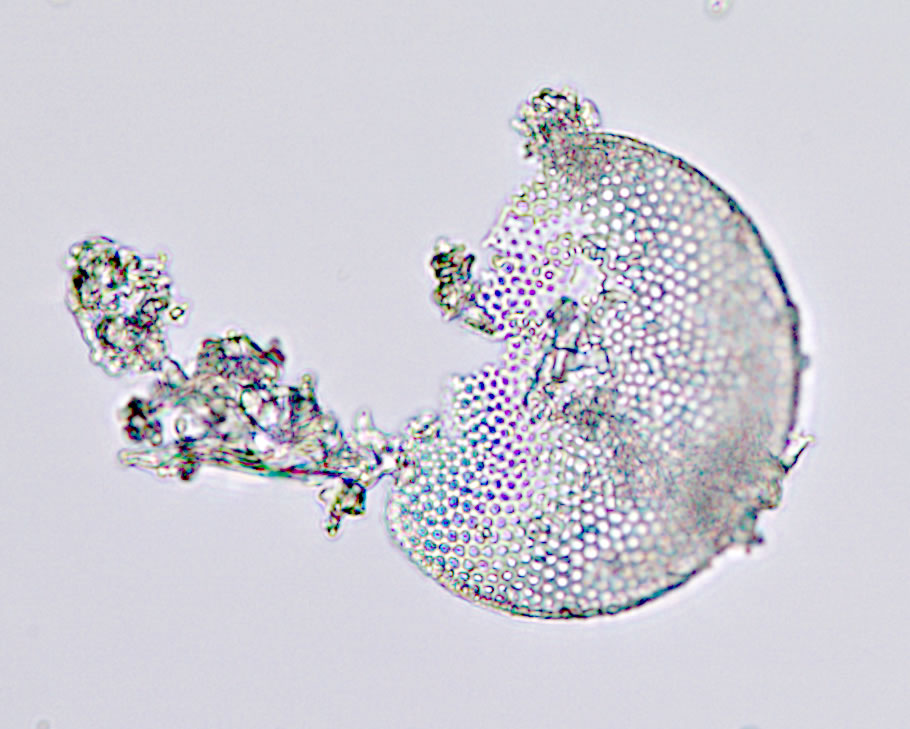
Las paredes celulares de las diatomeas mantienen su estructura individual incluso en los filtros procesados comercialmente, como en este de una piscina.

Dado que la diatomita se forma de los restos de las diatomeas, se encuentra en sedimentos marinos o lacustres propios de aguas poco profundas, tanto actuales como antiguos. Se divide generalmente en dos categorías basadas según la fuente de procedencia: de agua dulce y agua salada. La tierra de diatomeas de agua dulce se recoge de minas en lechos de lagos secos y es característico su bajo contenido de sílice cristalina. La tierra de diatomeas del agua salada contiene un alto contenido de sílice cristalina, haciéndole un material útil para los filtros, debido a las características tamizantes de la estructura, muy porosa, de las frústulas.

## Variedades
- Tripolita es la variedad que se encuentra en Trípoli, Libia.
- Bann clay es la variedad que se encuentra en el Lower Bann valley en el Norte de Irlanda.
- Moler (Mo-clay) es la variedad que se encuentra en el noroeste de Dinamarca, especialmente en las islas de Fur y Mors.

## Importancia climatológica
El clima terrestre se ve afectado por la cantidad de polvo que se encuentre en suspensión en la atmósfera, así que la localización de fuentes importantes de polvo atmosférico es clave para predecir la climatología. Las recientes investigaciones indican que los depósitos de diatomita en la superficie de la tierra desempeñan un papel importante. Por ejemplo, la fuente atmosférica más grande de polvo es la depresión de Bodélé en la República de Chad, donde los fuertes vientos erosionan antiguos depósitos lacustres de diatomita, aportando grandes cantidades de polvo a la atmósfera.

## Consideraciones de seguridad
Las excelentes cualidades absorbentes de la tierra de diatomeas puede dar lugar a una sequedad significativa de las manos, si se maneja sin los guantes. La forma (industrial) de tierra de diatomeas de agua salada contiene una forma altamente cristalina de sílice, dando por resultado cristales con aristas muy afiladas. La aspereza de esta versión del material hace peligroso respirarlo y se recomienda la máscara de filtración de polvo al trabajar con ella. 
El tipo de amenaza que se presenta por inhalación depende de la forma de la sílice. La sílice cristalina plantea un serio peligro en su inhalación porque puede causar silicosis. La sílice amorfa puede causar pulmones polvorientos, pero no conlleva el mismo grado de riesgo que la sílice cristalina. La tierra de diatomeas de categoría alimentaria contiene generalmente porcentajes muy bajos de la sílice cristalina. La tierra de diatomeas producida para los filtros de la piscina se trata con calor, haciendo al dióxido de silicio, antes amorfo, asumir su forma cristalina.
En Estados Unidos, el contenido de la sílice cristalina en el polvo está regulado por la Administración de Seguridad y Salud Ocupacional (OSHA), y hay pautas para las cantidades máximas permisibles en el producto y en el aire cerca de la zona de respiración de los trabajadores.